# 13258 Bej
13258 Bej este un asteroid din centura principală de asteroizi.

## Descriere
13258 Bej este un asteroid din centura principală de asteroizi. A fost descoperit pe 17 august 1998 la Socorro, New Mexico, în cadrul proiectului LINEAR. El prezintă o orbită caracterizată de o semiaxă mare de 2,37 ua, o excentricitate de 0,09 și o înclinație de 6,0° în raport cu ecliptica.